# Macronychia townsendi
Macronychia townsendi är en tvåvingeart som beskrevs av Yu. G. Verves 1983. Macronychia townsendi ingår i släktet Macronychia och familjen köttflugor.
Artens utbredningsområde är Washington. Inga underarter finns listade i Catalogue of Life.